# Magnolia (Arkansas)
|  | Dieser Artikel wurde aufgrund von inhaltlichen Mängeln auf der Qualitätssicherungsseite des Projektes USA eingetragen. Hilf mit, die Qualität dieses Artikels auf ein akzeptables Niveau zu bringen, und beteilige dich an der Diskussion! Eine nähere Beschreibung der zu behebenden Mängel fehlt. |

Magnolia ist eine Stadt im Columbia County im US-amerikanischen Bundesstaat Arkansas. Das U.S. Census Bureau hat bei der Volkszählung 2020 eine Einwohnerzahl von 11.162 ermittelt. Magnolia ist Sitz der County-Verwaltung (County Seat). Das Stadtgebiet hat eine Größe von 24,1 km².
Magnolia ist Teil der sozioökonomischen Region Ark-La-Tex, die Teile der Bundesstaaten Arkansas, Louisiana, Oklahoma und Texas umfasst.
In Magnolia gibt es die Southern Arkansas University als öffentliche Universität mit durchschnittlich 3000 Studenten. Weiter gibt es für eine Stadt dieser Größe ein breites Angebot an kulturellen Einrichtungen.

## Persönlichkeiten
- Elmer David Davies (1899–1957), Politiker und Jurist
- Horace M. Wade (1916–2001), Offizier der US Air Force
- Larry McCray (* 1960), Bluesgitarrist, Sänger und Songwriter
- Spencer Rhynes (* 1974), Basketballspieler